# برنامج الشيخ زايد للإسكان
برنامج الشيخ زايد للإسكان هو مُؤسسة حكومية اتحادية تأسست سنة 1999م. تهدف إلى توفير إسكان حكومي مُستدام للمواطنين في جميع أنحاء الإمارات وذلك من خلال توفير خدمات المسكن المُلائم للمواطنين، بالإضافة إلى تقديم المنح والقروض الإسكانية للبناء أو الاستكمال أو إجراء الصيانة الضرورية والإضافات على المسكن.
وقد حقق البرنامج النجاح في توفير مساكن متنوعة وميسرة مع جودة كبيرة في تقديم الخدمات وفق معايير ومواصفات فنية عالية ووفق خطط استراتيجية تستشرف متطلبات المستقبل .
ويتعاون البرنامج مع العديد من الجهات والهيئات أهمها:
- وزارة الأشغال
- مؤسسة محمد بن راشد للإسكان
- دائرة الاسكان بالشارقة
- هيئة القروض الخاصة بالمواطنين
- كافة البلديات ودوائر الأراضي والدوائر الحكومية
- المصرف العقاري

## الخدمات التي يقدمها البرنامج
يوفرالبرنامج المساعدة المالية للمستفيد لتحقيق عدة أهداف منها:

- إنشاء سكن جديد
- استكمال سكن قيد الإنشاء
- صيانة سكن أو إجراء عملية توسعة (في بعض الحالات تتم الصيانة والتوسعة)
- شراء وحدة سكنية مناسبة للأسر حسب عدد الأفراد
- تسديد القروض الممنوحة من جهة أخرى لغرض السكن شريطة أن لا تكون قد انقضت مدة ثلاث سنوات على بداية سداد أول قسط من القرض
- توفير المساكن الحكومية

## باقة "منزلي"
وفد تم إطلاق باقة "منزلي" للمستفيدين من برنامج زايد للإسكان وذلك لضمان جودة الخدمات الحكومية من خلال:

- تقدم 18 خدمة إسكانية للمواطنين من خلال التعاون مع 24 جهة حكومية اتحادية ومحلية
- التعامل مع جهة واحدة بدلاً من 11 جهة كما كان سابقاً وتقليل الوثائق من 10 إلى اثنتين
- تقليل الإجراءات من 14 إلى 3 إجراءات

## تصاميم المساكن
يوفر البرنامج عدة نماذج تصاميم للمساكن المجانية المتوفرة في البرنامج وصل عددها إلى 28 نموذجا، وتتمتع بأحدث المواصفات والتصاميم وتتناسب مع كافة الأذواق والاحتياجات ، حيث تتوفر النماذج ذات المساحات الصغيرة والمتوسطة والكبيرة.

## إنجازات
- بلغت نسبة تملُّك المواطنين للمساكن أكثر من 91% وهي من أعلى النسب عالمياً.[6]

- نال البرنامج شهادة الآيزو لإدارة الجودة والشكاوي وتأهل للحصول على شهادات الآيزو لإدارة البيئة و الصحة والسلامة والتدريب و تقنية المعلومات[7]
- حصل البرنامج على شهادة الاعتمادية الدولية " إى إف كيو إم "[7]

## جوائز
حصد برنامج الشيخ زايد للإسكان العديد من الجوائز أهمها:
- جائزة التقدير الخاصة للطاقة من المجلس الأعلى للطاقة عن الممارسات البيئية المطبقة في مجمع السيوح السكني بالشارقة
- جائزة لإطلاقه خدمة الملف الإلكتروني
- جائزة الجهة الإتحادية المتميزة في مجال الموارد البشرية
- جائزة أفضل الممارسات في مجال المعرفة
- جائزة فريق تطوير الخدمة المتميزة المقدمة من جائزة الشيخ خليفة للأداء الحكومي المتميز .

## وصلات خارجية
- الموقع الرسمي لبرنامج الشيخ زايد للإسكان